# 化学機動中隊
化学機動中隊（かがくきどうちゅうたい、HAZ-MAT）は、東京消防庁の専門研修を修了した消防吏員で編成されている部隊で、放射線・放射性物質漏れや化学事故、化学兵器・核兵器・生物兵器・放射能兵器によるテロなどのNBC災害の際に人命救助・化学物質の特定・除染を行う。

## 概要
赤坂消防署・大井消防署・本郷消防署・志村消防署志村坂上出張所・千住消防署・城東消防署大島出張所・三鷹消防署・東村山消防署・福生消防署・日野消防署に各1中隊ずつの計10隊が設置されている。
地下鉄サリン事件に出動し検知活動や救助活動、除染を行ったほか、化学工場での火災や漏えい事故、一般家庭における練炭（一酸化炭素）・硫化水素などの自殺現場でも活動に当たっている。
このほかに化学機動中隊よりもさらに専門的な資機材を有する部隊として、第三消防方面本部（三本部）と第八消防方面本部（八本部）にNBC災害対応の消防救助機動部隊（ハイパーレスキュー）が設置されている。そのために化学機動中隊は三本部または八本部の消防救助機動部隊が到着するまでの一時的な対処を行うことと、三本部または八本部の消防救助機動部隊のサポートが任務となる。なお、八本部は元々NBC対応部隊ではなかったが、2023年4月1日に地域特性を考慮した消防救助機動部隊の再編成に伴いNBC部隊が第九消防方面本部から八本部へ配置換えとなっている。

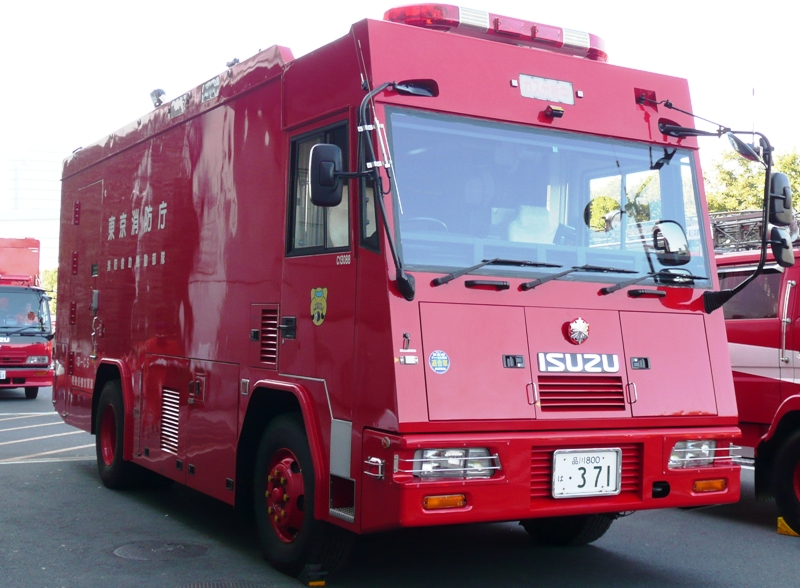
三本部の旧特殊災害対策車（大型）
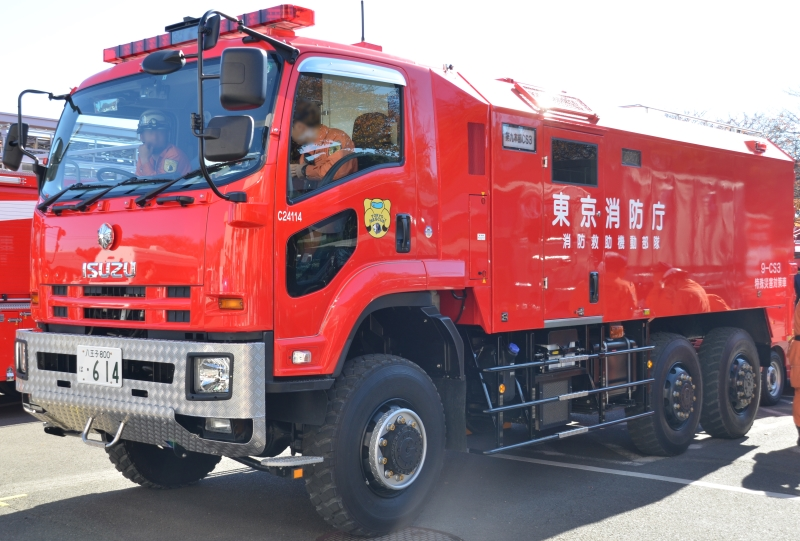
八本部の高踏破偵察車(撮影当時は九本部)
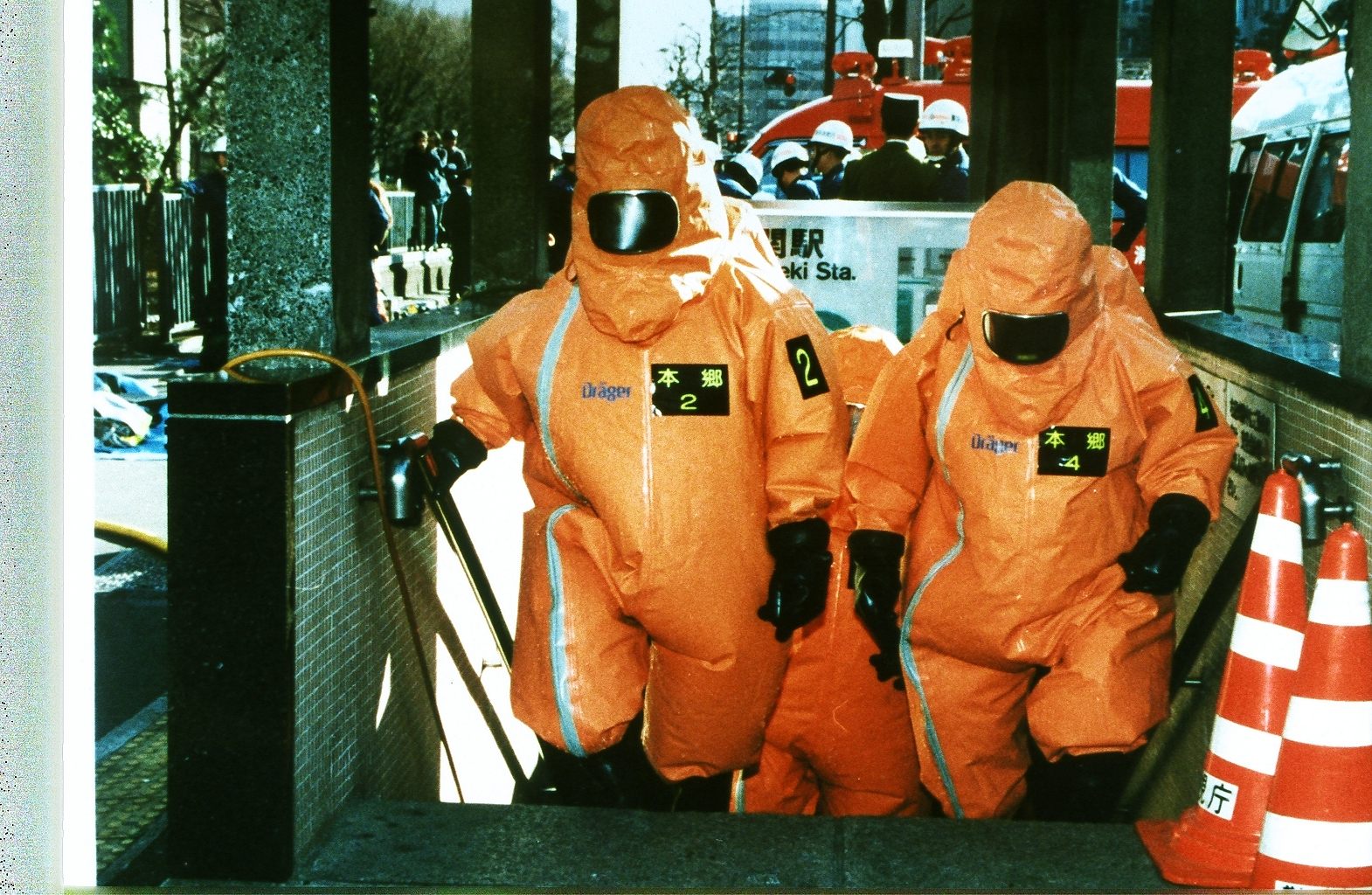
地下鉄サリン事件の霞ヶ関駅で活動する東京消防庁の化学機動中隊。
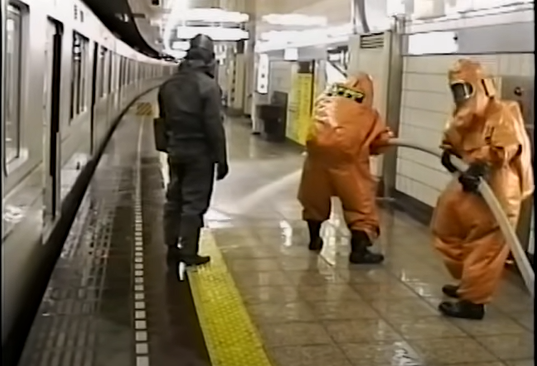
地下鉄サリン事件の築地駅にて、除染剤の散布後に放水を行う化学機動中隊員。
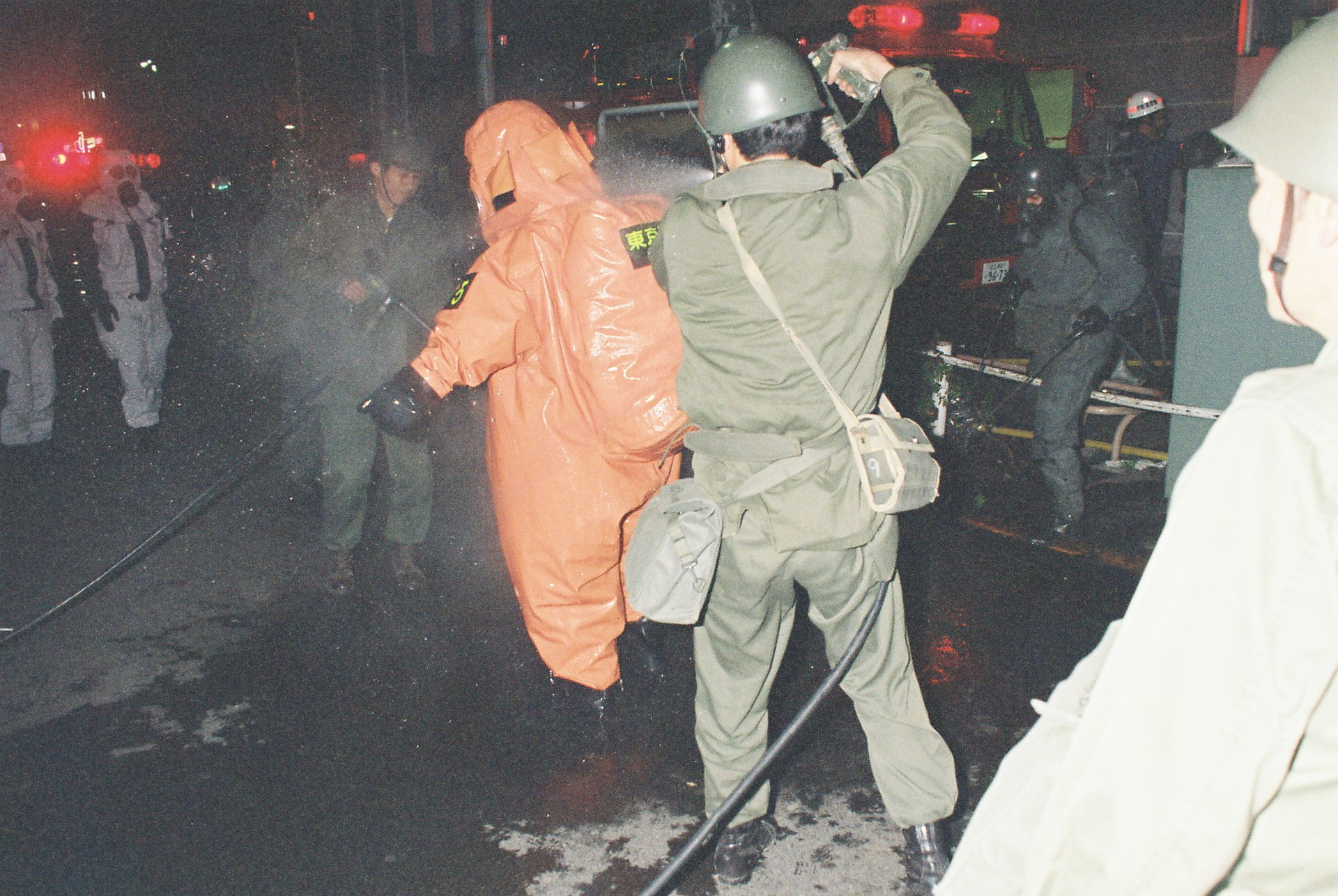
除染活動後、自衛官により自らも除染を受ける化学機動中隊員。

## 全国消防機関のNBC災害対応部隊（化学救助隊）
危険物・毒劇物の漏洩などの化学災害、原子力災害・NBC（放射性物質、生物剤、化学剤）テロ災害、航空事故に備え、政令指定都市消防本部もNBC災害対応部隊（化学救助隊）を配置している。
多くの消防本部は特別救助隊や特別高度救助隊などが兼任している場合がほとんどだが、北九州市消防局の特別高度化学救助隊（ハイパーレスキュー・北九州）、横浜市消防局特別高度救助部隊（スーパーレンジャー）の機動特殊災害対応隊のように専任のNBC災害対応部隊を設置している消防も存在する。
特に特別高度救助隊は特殊災害対応車などを装備しNBC災害に対応するとされているためにNBC災害対応部隊（化学救助隊）として活動する場合が多い。また、陸上自衛隊化学学校などの研修に参加している本部もある。
政令指定都市消防局には化学防護服、放射線防護服、生物剤検知装置、有毒ガス測定器など化学救助用資機材を装備した特殊災害対策車を総務省消防庁から無償貸与されている。

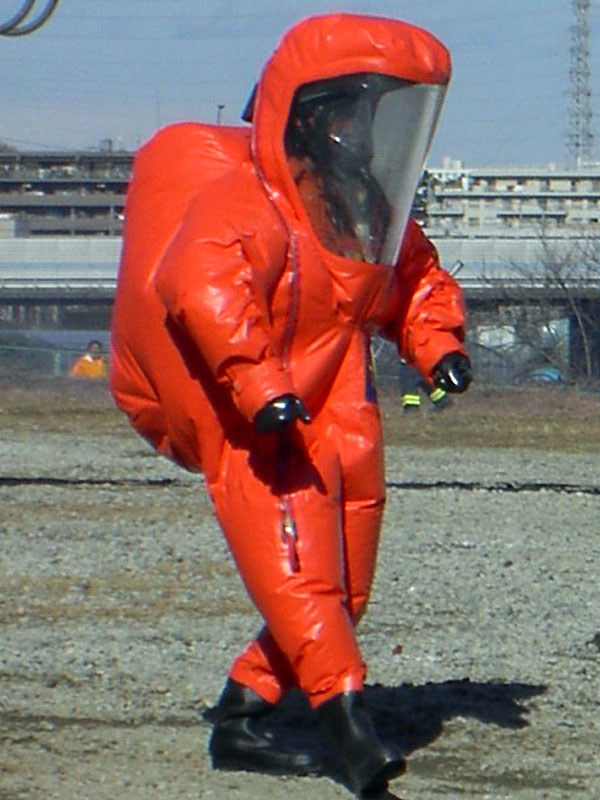
陽圧式化学防護服を装備した横浜市消防局救助隊員
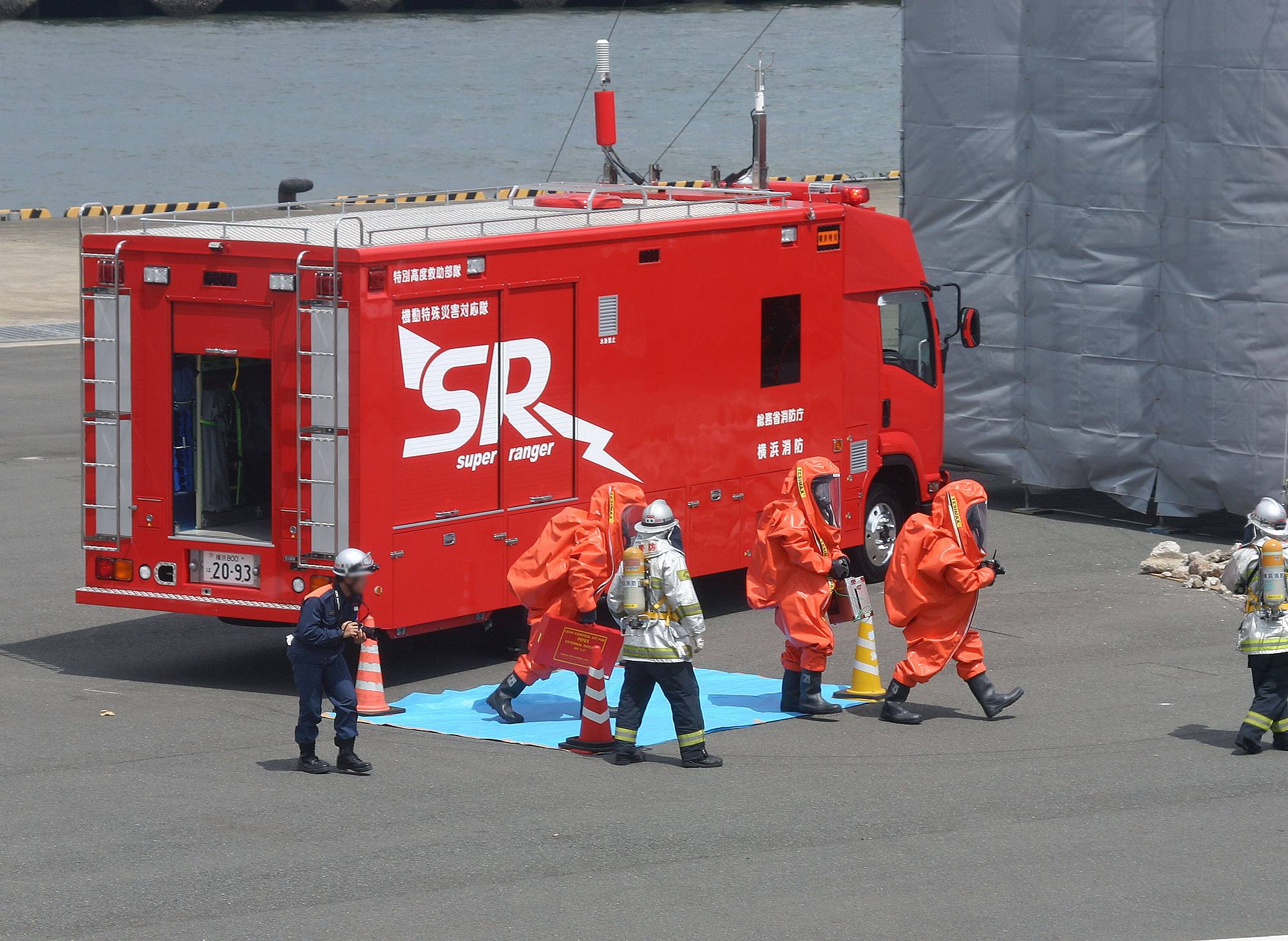
陽圧式化学防護服を装備した横浜市消防局機動特殊災害対応隊
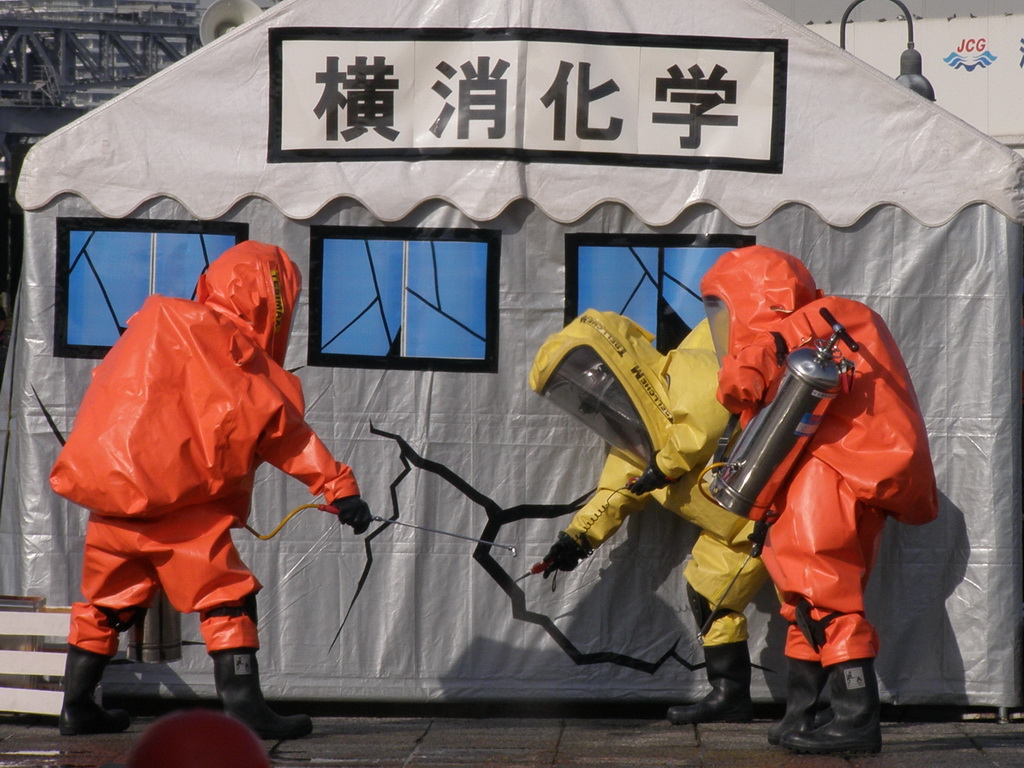
NBC災害対応除染訓練を行う横浜市消防局機動特殊災害対応隊
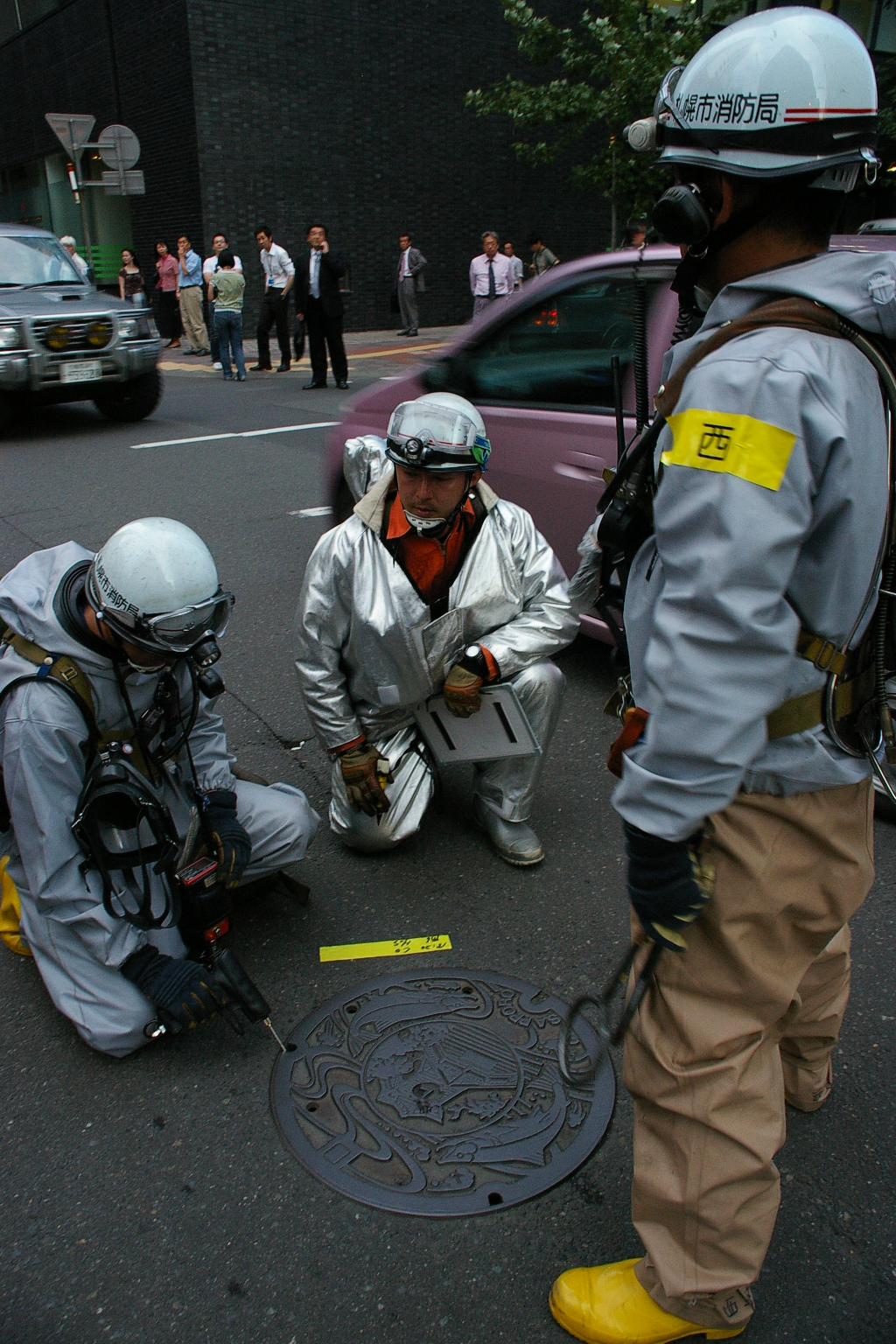
有毒ガス検知中の札幌市消防局の救助隊員
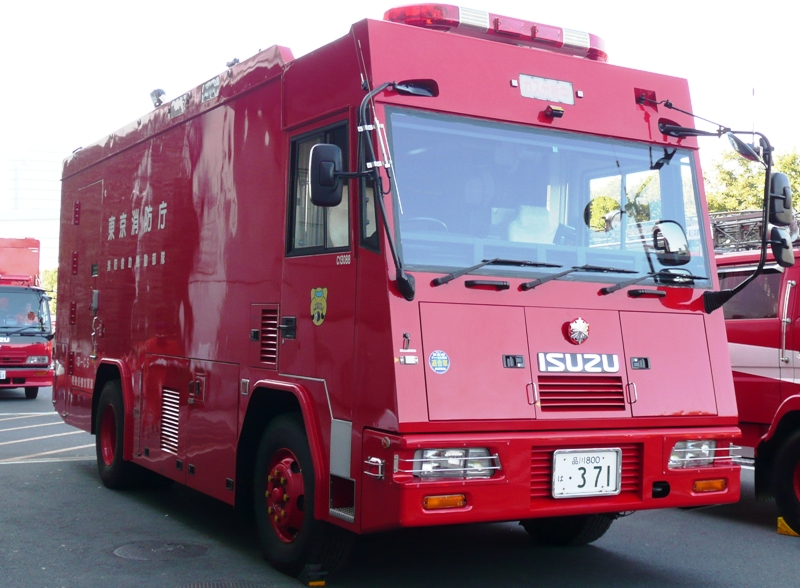
特殊災害対策車 （東京消防庁）
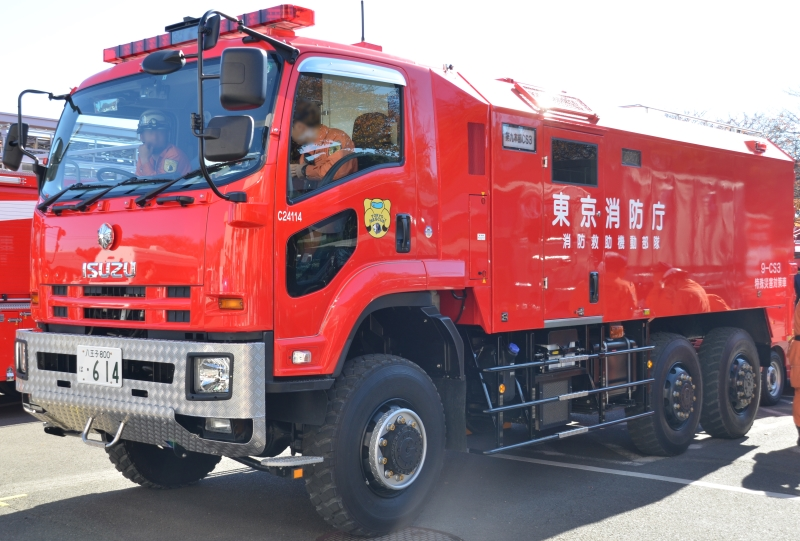
高踏破偵察車 （東京消防庁）
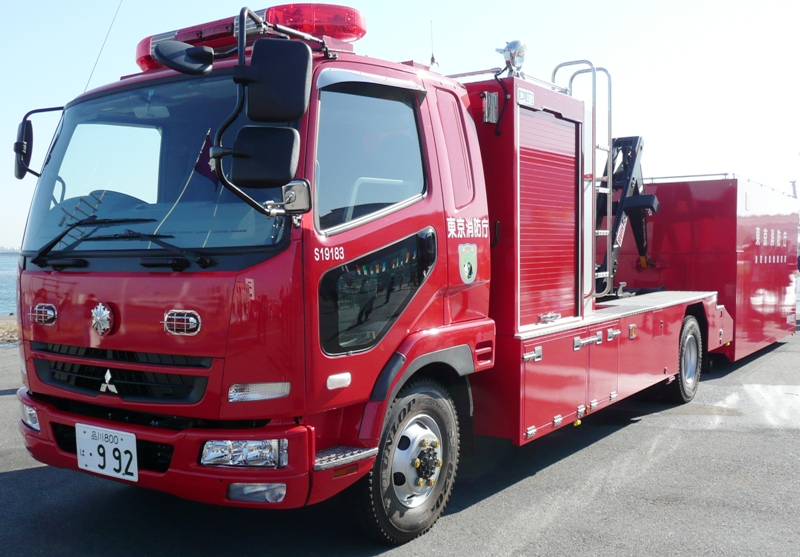
大型除染システム車 （東京消防庁）
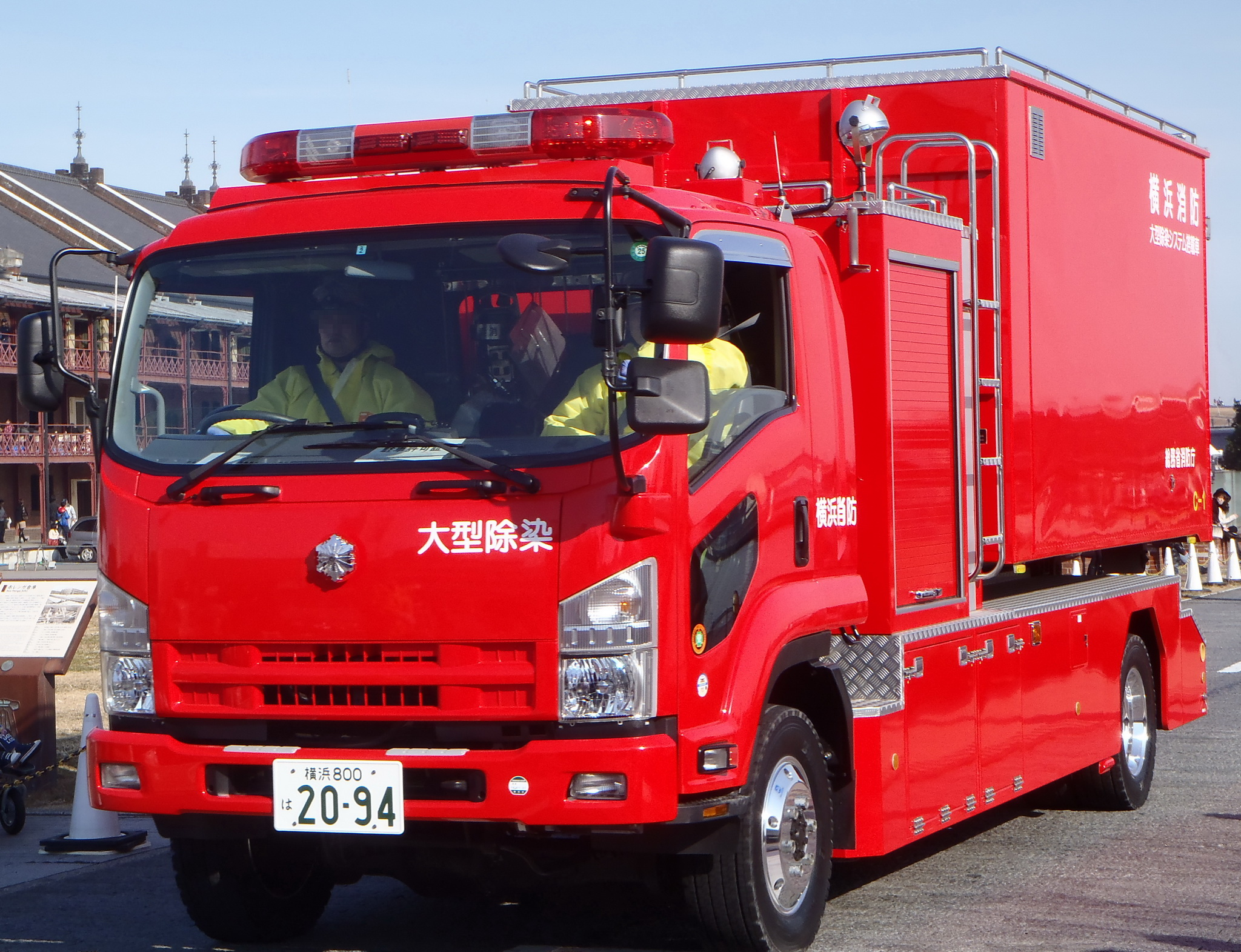
大型除染システム搭載車（横浜市消防局）
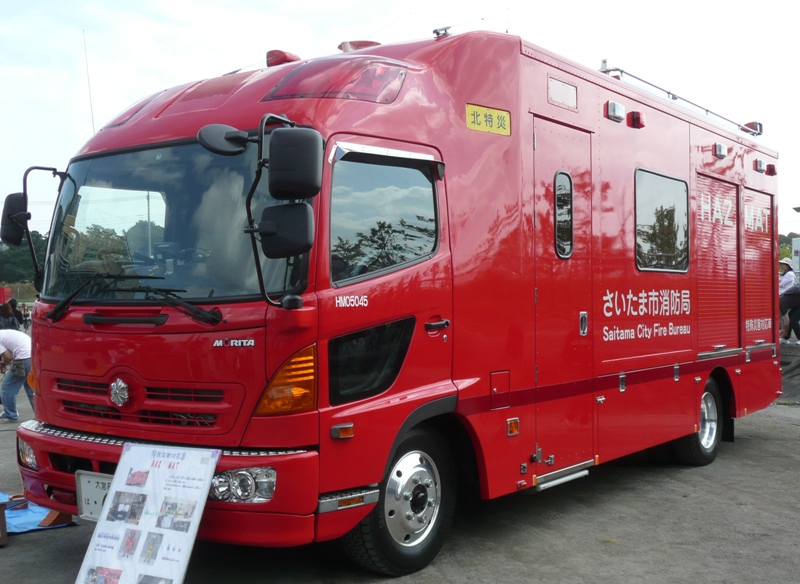
特殊災害対応車 （さいたま市消防局）
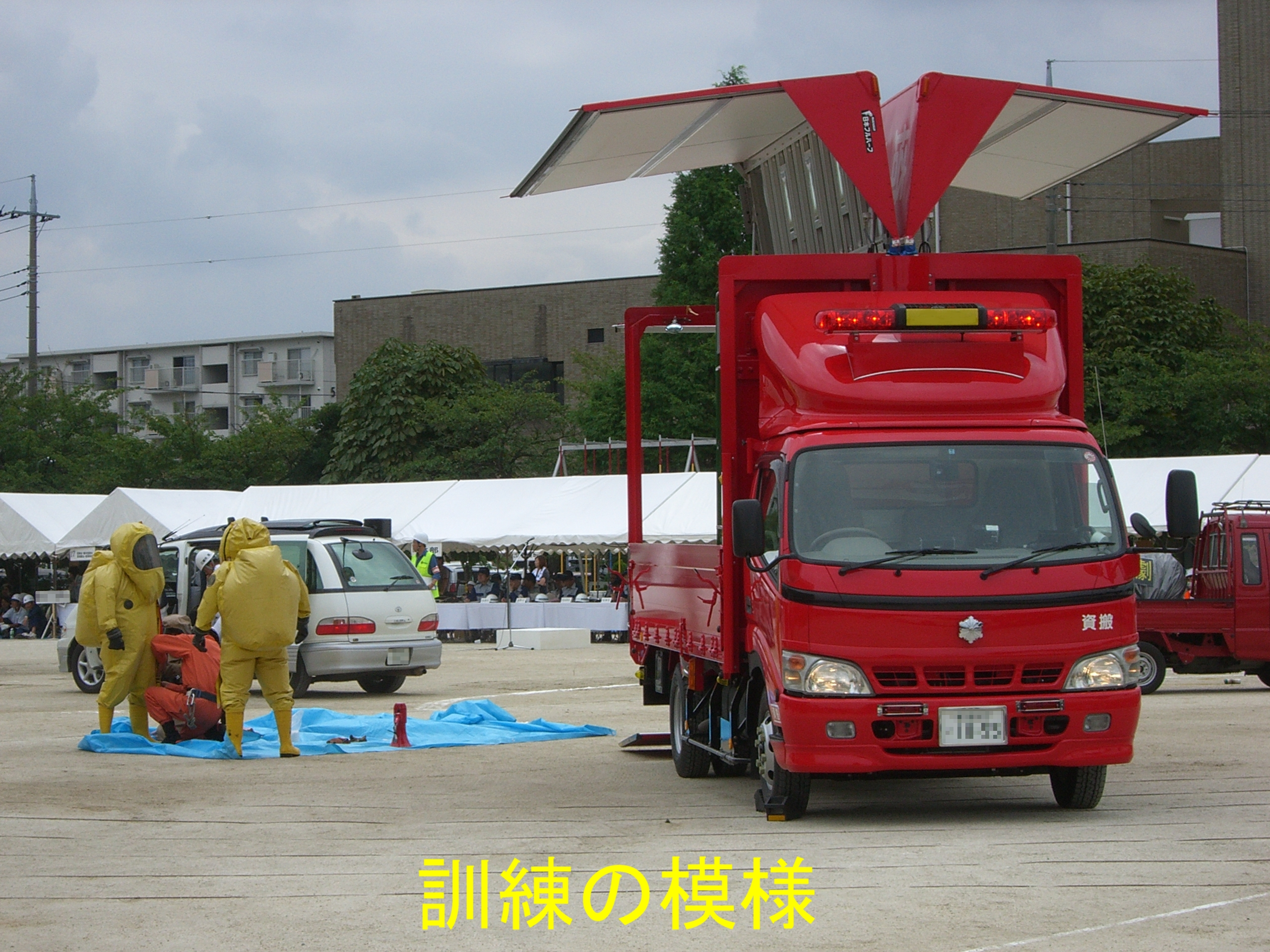
NBC災害訓練001 （2006年8月27日撮影）
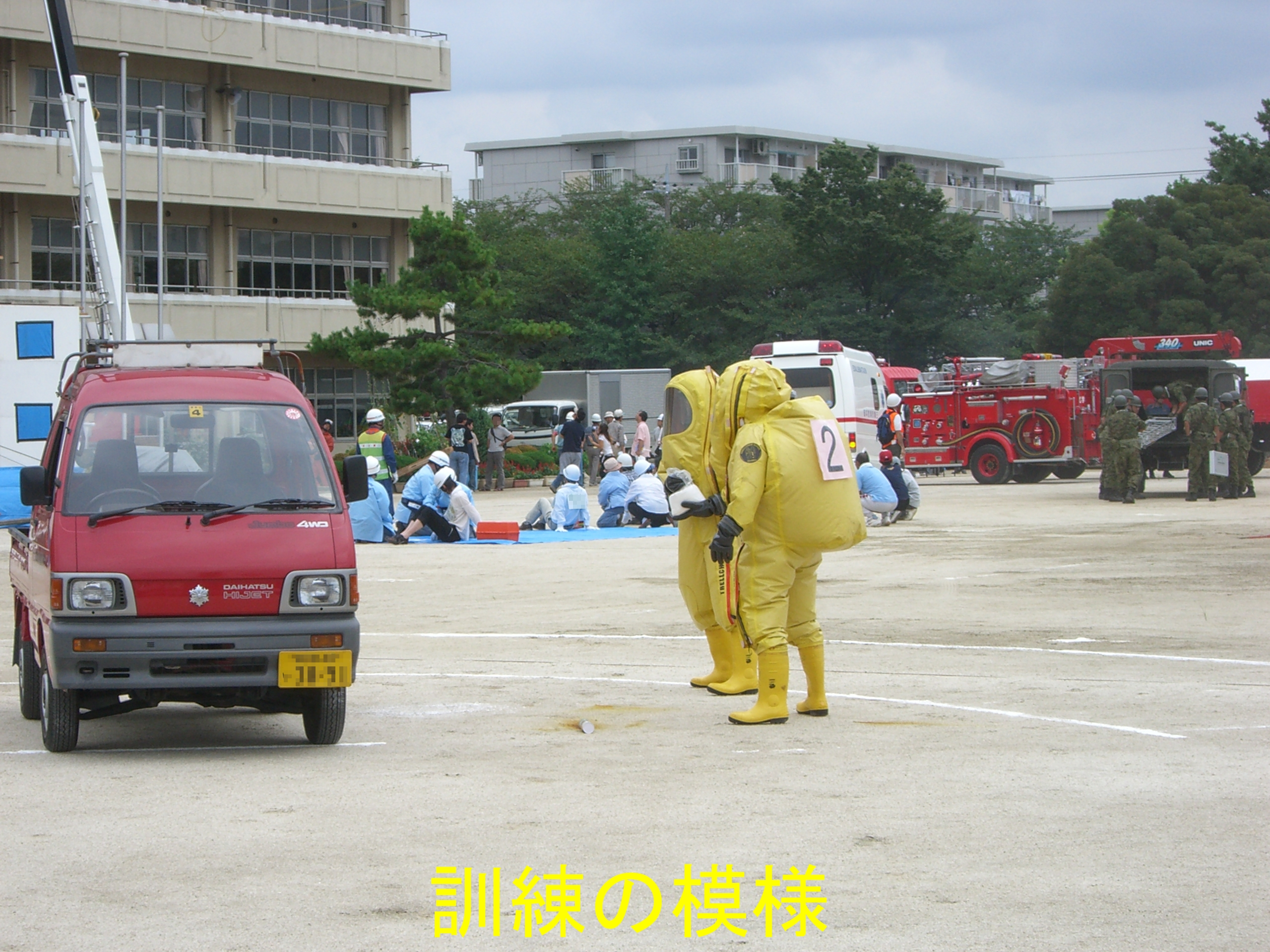
NBC災害訓練002 （2006年8月27日撮影）

## 装備
- 放射線防護服
- 化学防護服（陽圧式防護服・毒劇物防護衣）
- 質量分析装置
- ガス検知器
- ガスマスク
- 空気呼吸器
- 化学分析器
- 中和剤噴霧器
- 除染シャワー
- 広域線量率計
- 特殊災害対応車（化学救助工作車）